# Преображенское (бывшее село, Москва)
Преображе́нское — бывшее дворцовое село к востоку от Москвы, на берегу реки Яузы, летняя усадьба и резиденция царя Алексея Михайловича, включённое в состав Москвы в 1864 году (в 1864 году административной границей между землями города Москвы и Московского уезда был признан Камер-Коллежский вал, территории между ним и Садовым кольцом отошли к городскому управлению). 
Название бывшего села сохраняется в названии современного района Преображенское в Восточном административном округе Москвы.

## История
Основано царём Алексеем Михайловичем на правом берегу Яузы (в районе современных Колодезной улицы и переулка), построившим здесь летний дворец и создавшего усадьбу с садами, прудами и рощами. Своё название усадьба получила по одной из дворцовых церквей. Первое сохранившееся упоминание содержится в расходных документах Приказа Большого дворца, датированных июнем 1661 года и сообщавших об отделке возведённого здесь царского деревянного дворца. В 1672 году в Преображенском рядом с дворцом выстроен придворный театр («комедийная хоромина»); театральные представления проходили с 1672 года по 1676 год и продолжились в начале XVIII века. После смерти Алексея Михайловича в Преображенском проживала царица Наталья Кирилловна с сыном Петром. Здесь Пётр в 1683 году завёл свои потешные полки, один из которых получил название Преображенского, и построил в 1684 году, «потешный городок» — крепость «Пресбург» (Прешбург), не сохранилась. Возле «потешного городка» возникла «Потешная слобода» и учреждена была приказная изба (съезжая изба в Преображенском, Преображенский приказ и канцелярия).
Около 1687 года напротив дворца, через Яузу (на её левом берегу) была разбита Преображенская солдатская слобода, населённая солдатами и офицерами Преображенского полка. В центре солдатской слободы была выстроена приказная изба (см. Преображенский приказ). В начале 1690-х годов по указанию Петра I на южной оконечности Преображенской солдатской слободы был выстроен Ново-Преображенский дворец (назывался также «Нагорным» по расположению на горе, не сохранился). В правобережном Преображенском выделялись комплексы строений «пилавной мельницы» и верфи (для изготовления деревянных деталей судов для Азовского похода, основана в 1695 году; позднее на этом месте был размещён Хамовный двор, где изготавливали парусину) и Тайной канцелярии (основана в 1718 году).
При Петре Алексеевиче съезжая изба в слободе называлась Генеральный двор, на котором в период 1698 — 1699 годов собиралась боярская дума, а в период 1699 — 1702 годов — особое учреждение, ведавшее сбор даточных людей и суд над новобранцами регулярного войска с правом казнить смертью за преступления.
В 1780-е годы пустовавшие сооружения Хамовного двора в Преображенском были отданы под устройство Ново-Екатерининской богадельни, в которую в 1789 году передали имущество дворцовой церкви Старо-Преображенского дворца. В настоящее время, на месте Хамовного двора располагается МГУПИ. Во внутреннем дворе МГУПИ находится сохранившееся до наших дней здание часовни Ново-Екатерининской богадельни, с советских времён использующееся как склад хозяйственного инвентаря.
К исходу первой трети XVIII века Преображенская солдатская слобода потеряла «военный» уклад. Среди её жителей отмечалось много крестьян-ремесленников (в основном, ткачей) и работников Хамовного двора. Во время гонений на раскольников в царствование Анны Иоанновны они тайно собирались в Преображенском для отправления богослужения. Здесь же в 1771 году было основано Преображенское кладбище и сформировался большой ансамбль старообрядческих монастырей и церквей (Преображенский вал, дома № 17 и № 25).
В XIX веке Преображенское — известная промышленная окраина Москвы, сосредоточение крупных фабрик, главным образом текстильных (Гучковых, Котовых и других). Здесь располагалась ткацкая фабрика братьев Ефима и Ивана Федоровичей Гучковых (на Генеральной, ныне Электрозаводской улице), крупнейшая среди предприятий Москвы в середине XIX века. Население района в это время было преимущественно старообрядческим.

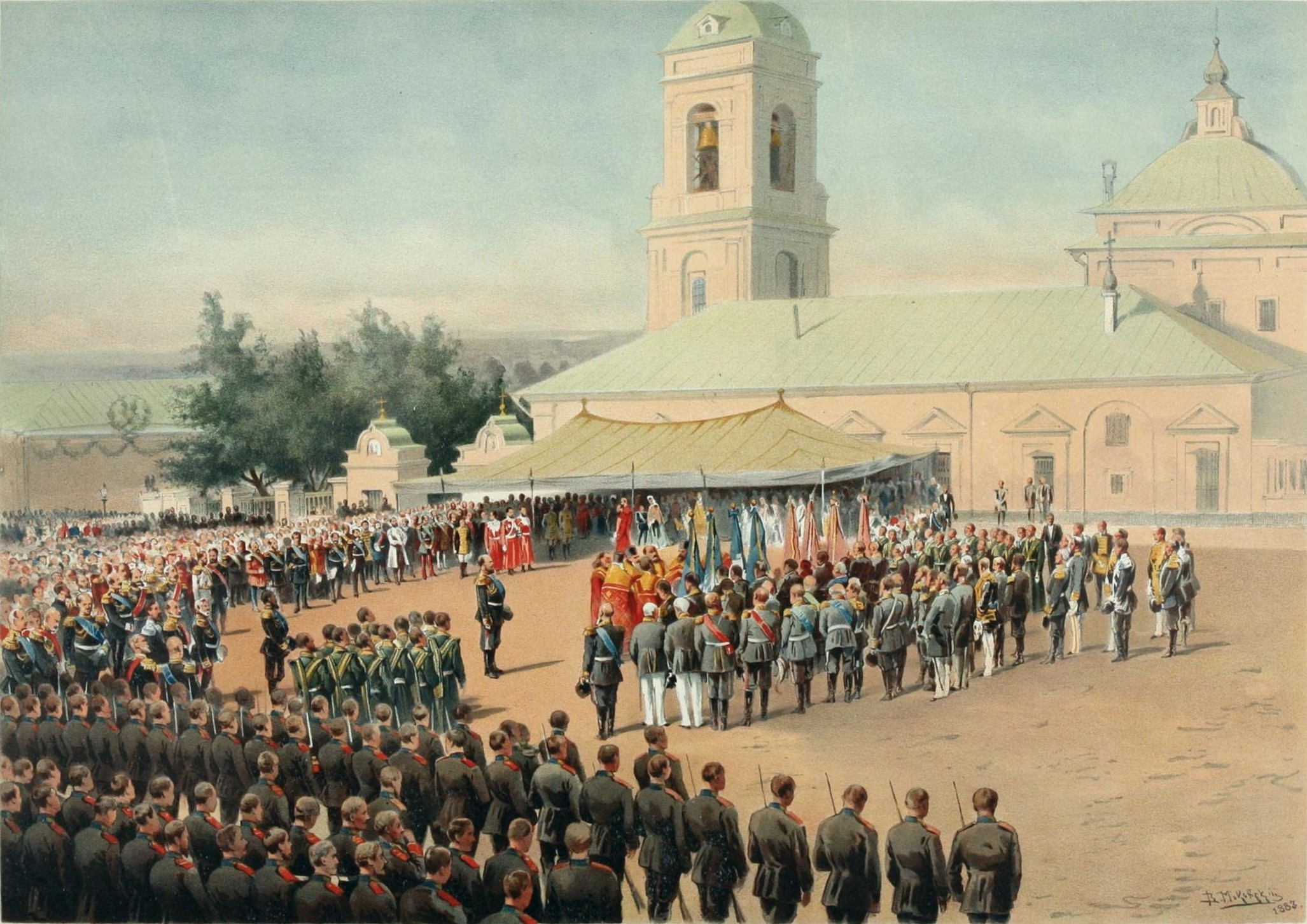
Преображенское. Освящение знамён Преображенского и Семёновского полков в присутствии императора Александра III. Рисунок 1883 года.

В Преображенском в разное время жили и творили известные деятели российской науки и культуры: придворный поэт Симеон Полоцкий (учитель царя Фёдора Алексеевича), кораблестроитель Федосей Скляев, историк Иван Егорович Забелин (провёл юность в сиротском доме Ново-Екатерининской богадельни на улице Стромынке), художник Василий Иванович Суриков (в Преображенском им в том числе был написан этюд для «Боярыни Морозовой») и др.
После прокладки Камер-Коллежского вала в 1742 году Преображенская солдатская слобода была включена в таможенную границу Москвы, не позднее 1782 года — вошла в ведение московской городской полиции, хотя административное включение этой территории в состав города произошло только в 1864 году.
Большинство широко известных в отечественной истории памятников Преображенского (два царских дворца, комплексы строений Преображенского приказа и Тайной канцелярии, потешная крепость Прешбург) не сохранились, будучи уничтоженными к началу XIX века.
Преображенская солдатская слобода имеет регулярную планировку с прямыми параллельными улицами и соединяющими их переулками. Общая планировка слободы сохранилась до нашего времени. До 90-х годов XX века улицы сохраняли и фрагменты исторической застройки — одноэтажные и двухэтажные деревянные и каменные дома. В последние десятилетия новая многоэтажная застройка коренным образом изменила общий масштаб слободы. Сохранился комплекс старообрядческих монастырей, церквей, часовен и моленных вдоль Преображенского вала и на Преображенском кладбище.